# Camptopoeum schewyrewi
Camptopoeum schewyrewi là một loài Hymenoptera trong họ Andrenidae. Loài này được Morawitz mô tả khoa học năm 1897.